# Życie (poemat Jerzego Żuławskiego)
Życie – dwuczęściowy cykl liryczny młodopolskiego poety Jerzego Żuławskiego.  Cykl pierwszy zawiera pięć utworów, a cykl drugi sześć. Są one napisane jedenastozgłoskowcem (Cykl drugi) i trzynastozgłoskowcem (Cykl pierwszy).
Pytałem duszy mojej, czem jest ludzkie życie?
A ona mi odrzekła, smutna, jako zawsze:
— »Kobieta jest to z piersią wychudłą i suchą,
obok której dzieciątko obce z głodu płacze;
(Cykl pierwszy, I)
Więc przyszłaś znowu, o, słodka godzino!
którąm ja niegdyś jak oblubienicę
przyjmował suto zastawnemi stoły:
owocem ducha i nad owoc cennem
kwitnącem kwieciem, obietnicą żywą
przyszłych dostatków! Smutny dzisiaj stoję...
(Cykl drugi, I)